# Nehalennia gracilis
Nehalennia gracilis är en trollsländeart som beskrevs av Morse 1895. Nehalennia gracilis ingår i släktet Nehalennia och familjen dammflicksländor. IUCN kategoriserar arten globalt som livskraftig. Inga underarter finns listade i Catalogue of Life.

## Bildgalleri

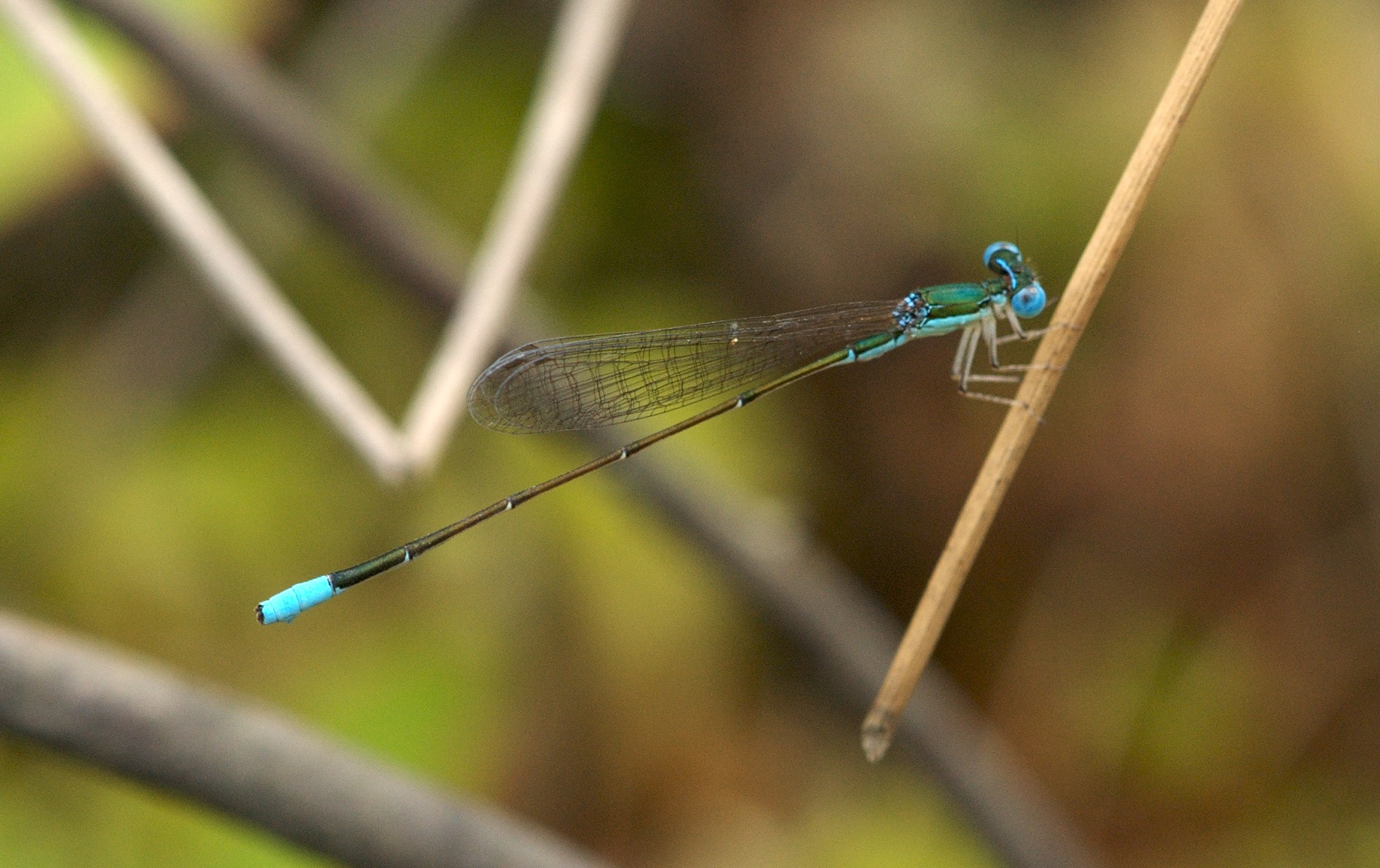